# جایزه بزرگ فرانسه ۱۹۵۱
جایزه بزرگ فرانسه ۱۹۵۱ (انگلیسی: ‎1951 French Grand Prix‎) یک مسابقهٔ موتوری در رشتهٔ اتومبیل‌رانی فرمول یک بود که در تاریخ ۱ ژوئیه ۱۹۵۱ در رنس-گویو واقع در رنس، فرانسه برگزار شد. این گراند پری در میان ۸ گراند پری در فصل ۱۹۵۱، مسابقهٔ شمارهٔ ۴ بود.
در این مسابقه که در ۷۷ دور و به مسافت ۶۰۱٫۸۳۲ کیلومتر (۳۷۳٫۹۶۱ مایل) برگزار شد، پول پوزیشن توسط خوان مانوئل فانخیو کسب شد و سریع‌ترین زمان برای طی یک دور پیست که برابر با ۲:۲۷٫۸ بود نیز توسط خوان مانوئل فانخیو به ثبت رسید.
لوئیجی فاجولی و خوان مانوئل فانخیو (به‌طور مشترک) از تیم آلفا رومئو، خوزه فریلان گونزالز و آلبرتو اسکاری (به‌طور مشترک) از تیم فراری، و لوییجی ویلورزی از تیم فراری به‌ترتیب مقام‌های اول تا سوم مسابقه را کسب کردند.

## رده‌بندی قهرمانی پس از مسابقه
| رده‌بندی قهرمانی رانندگان \| \| جایگاه \| راننده \| امتیاز \| \| -------- \| ------ \| ------------------ \| ------ \| \| ۱ \| ۱ \| خوان مانوئل فانخیو \| ۱۵ \| \| ۱ \| ۲ \| نینو فارینا \| ۱۴ \| \| \| ۳ \| لی والارد \| ۹ \| \| \| ۴ \| آلبرتو اسکاری \| ۹ \| \| ۲ \| ۵ \| لوییجی ویلورزی \| ۸ \| \| منبع:[۱] \| \| \| \| |        |                    |        |
| | جایگاه | راننده             | امتیاز |
| ۱ | ۱      | خوان مانوئل فانخیو | ۱۵     |
| ۱ | ۲      | نینو فارینا        | ۱۴     |
| | ۳      | لی والارد          | ۹      |
| | ۴      | آلبرتو اسکاری      | ۹      |
| ۲ | ۵      | لوییجی ویلورزی     | ۸      |
| منبع: |        |                    |        |

یادداشت
- تنها پنج جایگاه نخست از هر رده‌بندی نمایش داده شده‌است.